# Pepperdine University
Koordinaten: 34° 2′ 29″ N, 118° 42′ 36″ W

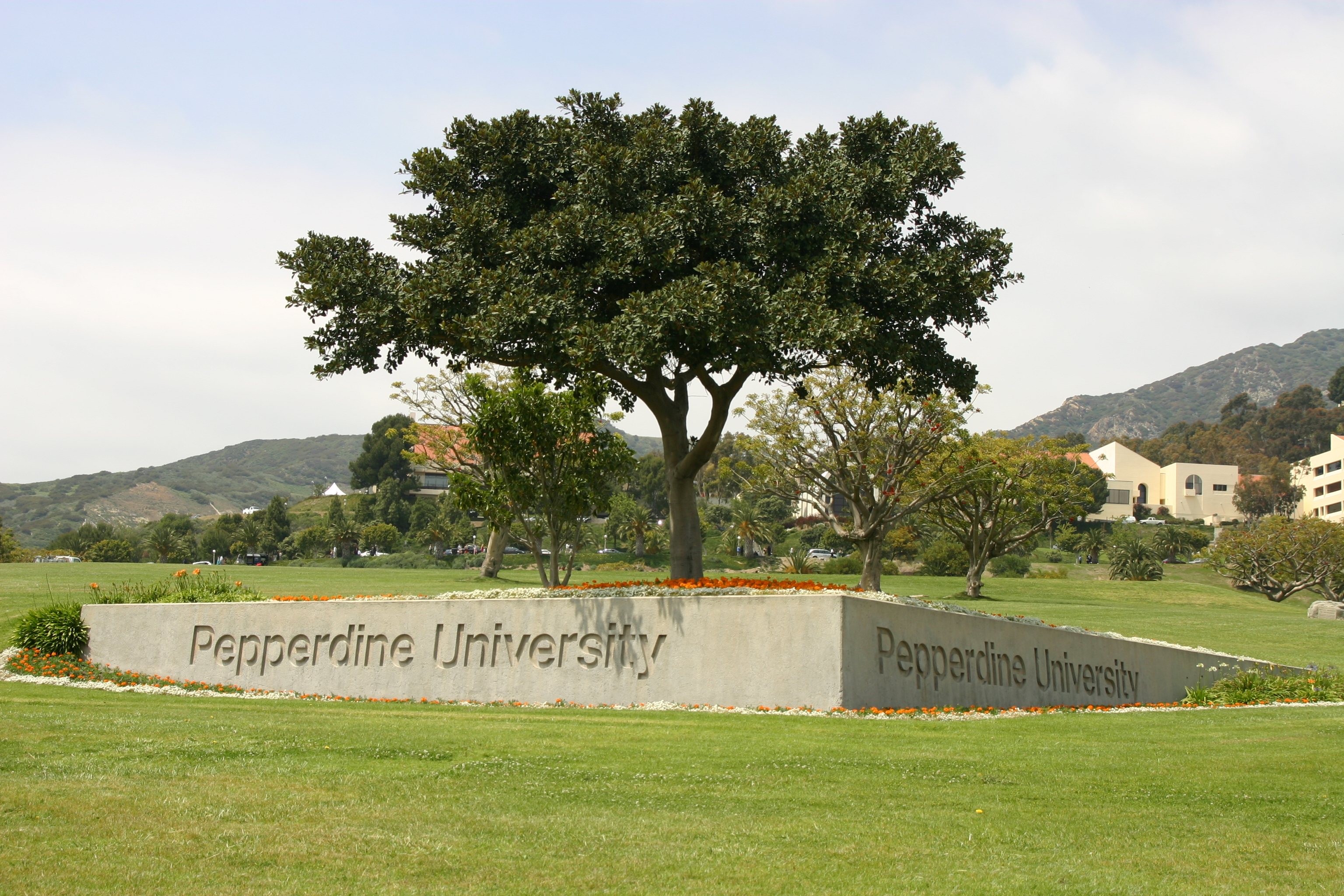
Eingangsbereich

Die Pepperdine University ist eine private Universität in Malibu im Los Angeles County, US-Bundesstaat Kalifornien. Die Hochschule gehört zu der Glaubensgemeinschaft  Gemeinden Christi. Der Campus der Universität diente bis 2008 als Drehort für die Jugendserie Zoey 101. Zu statistischen Zwecken stellt die Universität einen census-designated place (CDP) mit 2747 Einwohnern (Stand: 2020) dar.

## Geschichte
1937 wurde das George Pepperdine College gegründet. Nachdem diese bei dem Watts-Aufruhr 1965 stark beeinträchtigt wurde, zog die Pepperdine University 1972 nach Malibu um und überließ die Südseite von Los Angeles der zunehmend afroamerikanischen Bevölkerung. Mit der Gründung der Jurafakultät 1971 erhielt Pepperdine Universitätsstatus. In jüngeren Zeiten ist die Hochschule als Hochburg der evangelikalen Bewegung aufgefallen: Acht Jahre lang war Laura Schlessinger Professorin für Psychologie an der Pepperdine University, James Dobson hat hier einen Ehrendoktor erhalten.

## Ranking
In den Hochschulrankings wurde Pepperdine vom U.S. News & World Report als 58.-beste Universität für undergraduate Bildung und 55.-beste Jura-Fakultät eingestuft.  Die Princeton Review nahm Pepperdine 2004 und 2007 in einer Liste von Colleges auf, die über „Dorms Like Palaces“ (Wohnheime wie Paläste) verfügen.  2006 und 2007 erhielt sie hier auch die Auszeichnung „Schönster Campus“. Pepperdine erhielt auch Prädikate wie „Studierende beten regelmäßig“ und „Hohe Lebensqualität“. Wegen seiner evangelikalen Ausrichtung behaupten viele, dass die Studierendenschaft eine religiös und politisch konservative Atmosphäre verbreite. Auch die Ausgabe 2005 der Fiske Guide to Colleges hat Pepperdine als eine der größten konservativen Colleges in den USA vermerkt. Eine Untersuchung der Harvard University kommt dagegen zu dem Ergebnis, dass die Law School der Universität die ideologisch ausgeglichenste unter den 50 wichtigsten Einrichtungen dieser Art in den USA sei, da sich annähernd gleich viele Professoren als links („liberal“) oder konservativ beschreiben.

## Sport
Die Sportteams sind die Waves. Die Hochschule ist Mitglied in der West Coast Conference. Das Schwimmbad, der Raleigh Runnels Memorial Pool, war 1984 Austragungsort des Wasserball-Turniers der Olympischen Sommerspiele in Los Angeles.

## Zahlen zu den Studierenden, den Dozenten und zum Vermögen
Im Herbst 2020 waren 9554 Studierende an der Pepperdine eingeschrieben. Davon strebten 3459 (36,2 %) ihren ersten Studienabschluss an, sie waren also undergraduates. Von diesen waren 58 % weiblich und 42 % männlich; 12 % bezeichneten sich als asiatisch, 5 % als schwarz/afroamerikanisch, 16 % als Hispanic/Latino und 48 % als weiß. 6095 (63,8 %) arbeiteten auf einen weiteren Abschluss hin, sie waren graduates. Es lehrten 841 Dozenten an der Universität, davon 391 in Vollzeit und 450 in Teilzeit. 2010 waren ungefähr 7700 Studierende eingeschrieben, 2006 waren es 6053 gewesen.
Der Wert des Stiftungsvermögens der Universität lag 2021 bei etwa 1,11 Mrd. US-Dollar. 2010 waren es 513 Mio. US-Dollar gewesen.

## Bekannte Absolventen und Mitarbeiter
- Hannes Ametsreiter (* 1967) – Vorsitzender der Geschäftsführung von Vodafone GmbH
- Pierce Brown (* 1988) – Schriftsteller
- Chace Crawford (* 1985) – Schauspieler
- Paris Dennard (* 1982) – republikanischer Politikberater und Kommentator
- Juan Ponce Enrile junior (* 1958) – philippinischer Politiker
- Brad Gilbert (* 1961) – Tennisspieler, Trainer von Agassi
- Jason Gore (* 1974) – Golfspieler
- Chase Griffin (* 1983) – Basketballspieler
- James Hahn (* 1950) – ehemaliger Bürgermeister von Los Angeles (2001–2005)
- Dennis Johnson (1954–2007) – Basketballspieler
- Montell Jordan (* 1968) – R&B-Musiker und Pastor
- Brandy Norwood (* 1979) – R&B-Musikerin
- Eric Christian Olsen (* 1977) – Schauspieler
- Kenneth Starr (1946–2022) – Dekan der juristischen Fakultät
- Cem Uzan (* 1960) – türkischer Politiker, Geschäftsmann, Medienunternehmer